# Ušniša
Ušniša (v sanskrtu उष्णीष) je trojrozměrný ovál na vrcholku Buddhovy hlavy.

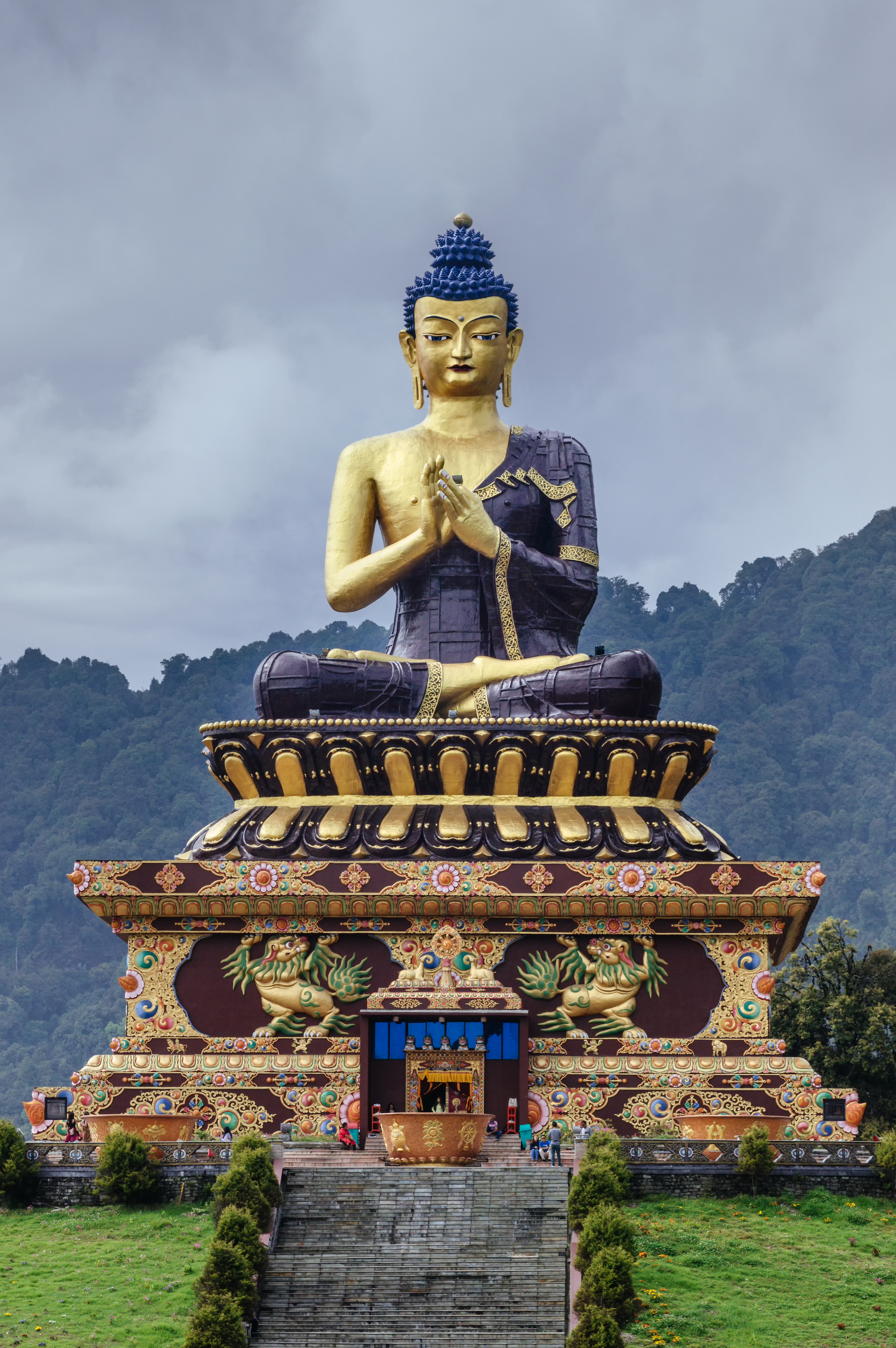
Velká socha Gautama Buddhy v parku v Ravangle s patrnou ušnišou.

## Popis
Ušniša je poslední z 32 hlavních Buddhových znaků. Tento znak měl být původně masitý, nebo kostěný výčnělek. Jiné texty jej podávají jako hrbolek porostlý vlasy, případně drdol, který je vždy namířen směrem ke slunci. Existují také interpretace, že ušniša je ohniště, z jehož středu stoupá plamen a symbolizuje tak osvícení.

## Původ
Není zcela jasné, jak ušniša coby důležitý znak Buddhy vznikla. Je sice důležitou součástí vyobrazení Buddhy, ale neexistují žádné důkazy o tom, že Buddha nějaký drdol nosil. Naopak, ve starých knihách je uvedeno, že měl hlavu oholenou.

## Význam
Nejstarší zobrazení Buddhy v řecko-buddhistickém umění Gandháry pochází z 1. století našeho letopočtu a Buddhu zobrazuje s obyčejným vlasovým drdolem.
Někteří specialisté proto vyvozují, že drdol se ve speciální kostěný hrbolek změnil až v průběhu následujících staletí jako důsledek toho, že původní hlubší význam drdolu, pokud nějaký byl, byl napříč generacemi zapomenut a lidé, kteří cítili potřebu najít pro drdol význam, si ho vytvořili sami a rozhodli se, že vrozená deformace lebky učiní Buddhu zajímavějším a předurčeným k velkým neobvyklým činům. Podle této teorie by pak byl vlasový drdol starší. Většina odborníků má ale vlasy za mladší.